# Хи-нана
Хи-нана — (инг. и чеч. «мать воды»), в вайнахской мифологии богиня воды. Верхняя половина туловища у неё — как у человека, а нижняя — как у рыбы. Хи-нана заставляет воды течь, не отдыхая ни днем ни ночью. Только за полчаса до рассвета она засыпает на какое-то мгновение, а все остальное время она работает. В этот же миг, когда Хи-нана уснет, вода не движется, застывает и густеет. Мать-вод — это добрый дух, который сочувствует людям и предупреждает их о бедствиях. Являясь в общество, которое должно настигнуть несчастье, она горько плачет и тоскливо поет песни, похожие на причитания над умершими.

## Легенды и предания

#### Хи-нана и два брата
Однажды два брата наткнулись на такую загустевшую воду. Они удивились, почему вода стала неподвижной.
- Хочу я искупаться в этой воде, — сказал старший брат.
- Неизвестно, что может случиться, лучше не купайся, — предостерег его младший брат.
Старший не послушался и окунулся в воду, а младший остался на берегу и смотрел на реку. Вдруг на её середине вода всколыхнулась.
- Как бы чего худого не вышло с братом! — вслух испугался младший.
И тут же из воды на берег выбросило старшего брата. Над водою показалась Хи-нана и сказала:
- Того, кто войдет в воду, когда я сплю и вода густеет, я не упускаю, чтобы не причинить ему вреда. Но также я исполняю любое желание, которое будет произнесено над загустевшею водой.
Ты пожелал, — обратилась она к младшему брату, — чтобы остался цел и невредим твой брат. Я исполнила твое желание, иначе ему пришлось бы плохо.

#### Хи-нана и нарт-орстхойцы
Она погналась за нарт-орштхойцами. когда последние возвращались с охоты; но один из них в борьбе с ней успел её изнасиловать, и она, как нечистая, не могла более преследовать их и возвратилась к себе в воду. (рассказал жрец Ганыж)

#### Цюрик-юрт. 1851 год
Чеченцы рассказывают, что за четыре месяца до взятия русскими аула Цюрик-Юрт в 1851 году Хи-нана явилась в этот аул и предсказала его падение.
(Записано В 1975 году от 65-летнего жителя сел. Мужичи Али Балаева записал И. Дахкильгов. Опубликовано: МЛВ, с. 147; ГЮДФК, с. 34; Аиф. Т. 1. С. 69.)